# Фроловский, Семён Алексеевич
Семён Алексеевич Фроловский (1906—1998) — капитан Советской Армии, участник Великой Отечественной войны, Герой Советского Союза (1943).

## Биография
Семён Фроловский родился 2 февраля 1906 года в селе Назарьево Сапожковского уезда, Рязанской губернии (ныне — Сараевский район Рязанской области). После окончания семи классов школы работал в лесничестве. В 1928—1930 годах проходил службу в Рабоче-крестьянской Красной армии. Демобилизовавшись, работал в гражданской авиации. В 1935 году Фроловский окончил Тамбовскую школу лётчиков Гражданского воздушного флота. В июне 1941 года он повторно был призван в армию. С июля того же года — на фронтах Великой Отечественной войны.
К июню 1943 года старший лейтенант Семён Фроловский командовал воздушным кораблём «Ли-2» 1-го авиаполка 1-й авиатранспортной дивизии ГК ВВС. К тому времени он совершил 500 боевых вылетов за линию фронта на доставку грузов для партизан и разведгрупп, перевёз более тысячи разведчиков и десантников, эвакуировал более трёхсот раненных. В составе группы сбил 2 немецких самолёта.
Указом Президиума Верховного Совета СССР от 7 августа 1943 года за «образцовое выполнение боевых заданий командования на фронте борьбы с немецкими захватчиками и проявленные при этом мужество и героизм» старший лейтенант Семён Фроловский был удостоен высокого звание Героя Советского Союза с вручением ордена Ленина и медали «Золотая Звезда» за номером 1065.
В 1946 году в звании капитана Фроловский был уволен в запас. Проживал в Москве, работал пилотом на международных авиарейсах. Умер 16 апреля 1998 года, похоронен на Троекуровском кладбище Москвы.
Был также награждён орденами Красного Знамени и Отечественной войны 1-й степени, двумя орденами Красной Звезды, орденом «Знак Почёта» и рядом медалей.